# Volutopsius trophonius
Volutopsius trophonius är en snäckart som beskrevs av Dall 1902. Volutopsius trophonius ingår i släktet Volutopsius och familjen valthornssnäckor. Inga underarter finns listade i Catalogue of Life.